# Abbaye de Chorin
Pour l’article homonyme, voir Chorin (homonymie).
L’abbaye de Chorin est une ancienne abbaye cistercienne située en Allemagne près de la ville éponyme de Chorin, sur les rives de l'Amtssee, à environ six kilomètres au nord d'Eberswalde, dans l'arrondissement (Landkreis) de Barnim, dans le land de Brandebourg, à 20 km de la frontière polonaise sur l'Oder. Le monastère a été fondé en 1258 par le Margrave d'Ascanie et sécularisé en 1542. Pendant sa période d'existence, le monastère a eu une profonde influence sur les Slaves, au-delà des frontières septentrionales des territoires contrôlés par la maison d'Ascanie. L'abbaye de Chorin est souvent citée comme un exemple typique du style gothique en brique. Elle est désormais classée monument historique et des concerts en tout genre y sont souvent organisés.

## Étymologie

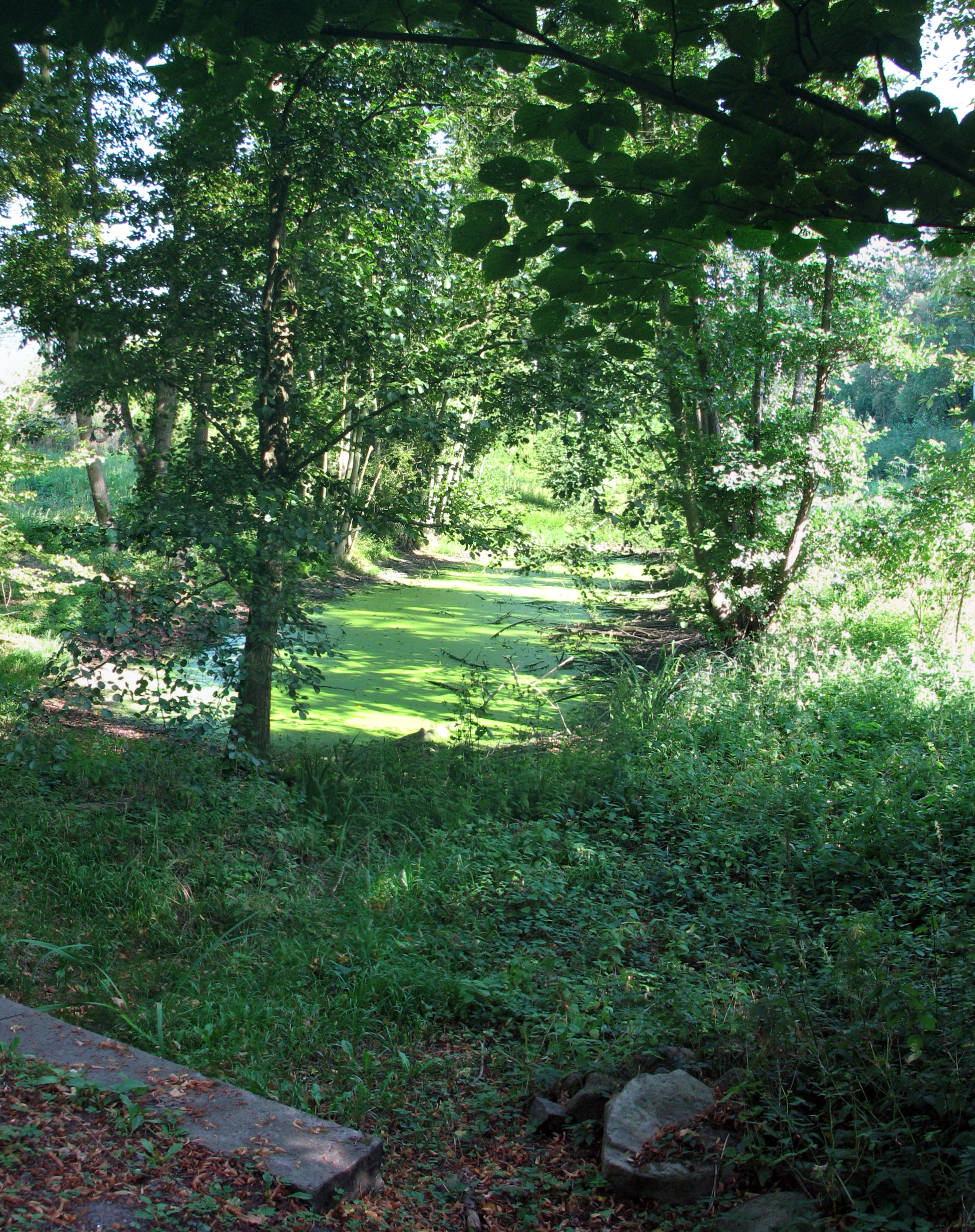
On reconnaît encore les vestiges du « fossé d'eau croupie ».

Le nom Chorin est vraisemblablement d'origine slave. Il est cité diversement dans l'acte fondateur de l'abbaye de Mariensee : 
- villa Chorin - Village de Chorin
- campus Chorin - Champ ou campagne de Chorin
- stagnis Corin majus et minus - petit et grand étang de Chorin
- paludus Chorin - marais de Chorin

Chorin est constitué de l'adjectif slave « chory », qui signifie « malade » ce qui, en rapport avec le lac de Chorin indique des « eaux peu poissonneuses ». Actuellement, l'ancien marais de Chorin s'appelle le « fauler Bruch » (fossé d'eau croupie). Il est apparu lors de la construction de l'abbaye, lorsque les moines firent baisser le niveau du lac de Chorin d'environ 1,75 m. On estime que l'ancienne implantation slave se trouvait sur la butte à l'est du marais. Cette implantation a donné son nom à Chorin. Lors de fouilles, des débris de céramique y ont été retrouvés, jusqu'à présent, aucun élément n'a permis de corroborer l'existence présumée d'un lieu de sépultures.  Le village ascanien de Chorin fut cependant établi au nord du lac, sans qu'on ne dispose d'aucune information quant aux motifs de déplacement du village en ce lieu.
Au Moyen Âge, l'orthographe du lieu changea à plusieurs reprises. Les sources citent ainsi « Koryn », « Corin » et « Coryn ».

## Contexte historique

### Les origines slaves

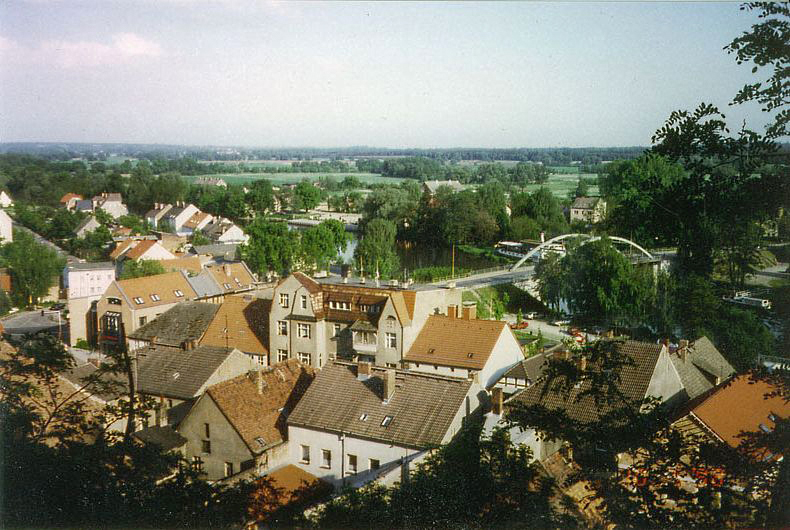
Vue sur Oderberg ; au fond se trouve l'ancien établissement slave de Barsdin.

Vers 1200, les Slaves de la tribu des Ukrani s'installent dans l'actuelle Chorin. Ils ont donné leur nom à la région s'étendant immédiatement au nord, l'Uckermark, et ce, depuis le Moyen Âge. C'est encore avant Mariensee qu'en 1231, l'abbaye de Civitas Dei (ville de Dieu / Gottesstadt) fut fondée dans la localité slave de Barsdin (aujourd'hui Oderberg). Cette abbaye était une fondation de l'ordre des Prémontrés dont l'abbaye-mère se trouvait à Brandebourg-sur-la-Havel. Barsdin formait la partie orientale et slave de ce qui deviendra la ville d'Oderberg. Le peuplement de la ville commença entre 1208 et 1215 avec les Slaves, qui érigèrent un château princier sur le mont Albert (Albrechtsberg). Avec la constitution de l'abbaye, les prétentions du Brandebourg sur la région devait être renforcées. L'acte de fondation stipule clairement que l'abbaye avait pour mission d'accueillir les pèlerins, les malades et les réfugiés. À cet effet, l'abbaye était flanquée d'un hospice, qui avait été fondé quelques années auparavant. L'endroit lui fut attribué pendant longtemps, selon les connaissances actuelles. À l'ouest du ruisseau Behnitz se trouvait l'abbaye, à l'est, le village de Barsdin, qui fut offert en 1231 à l'abbaye par les margraves Jean Ier de Brandebourg (Johan I.) et Othon III de Brandebourg.  „L'hospice resta cependant jusqu'en 1372 à Barsdyn“, ce qui confirme l'existence d'un village slave au moins 150 ans après qu'il fut entré en possession ascanienne via l'abbaye de Chlorin. Encore en 1786, l'historien Friderich Ludewig Joseph Fischbach indique dans sa Description statistico-topographique des villes de la Marche de Brandebourg  l'existence de ruines d'un hospice, dont il ne reste aucun vestige archéologique à l'heure actuelle.
L'abbaye Civitas Dei cessa d'exister le 2 septembre 1258 ; elle fut abandonnée pour mauvaise gestion. Son emplacement exact ne nous est pas parvenu. L'ancienne abbaye et son hospice passèrent dans le domaine de Mariensee.
La région autour de l'ancien et du nouveau village de Chorin n'offrait pas de bonnes conditions pour l'agriculture, car le long des moraines frontales, on ne trouve en majorité qu'un sol sablonneux et la campagne est fort vallonnée. Pour les Slaves, c'est la pêche qui jouait un rôle important, c'est ainsi qu'ils s'établirent directement au bord du lac. Les céramiques retrouvées indiquent que l'implantation slave existait encore lorsque le village ascanien fut créé. C'est plus tard que les Slaves furent déportés et que leur ancienne implantation fut supprimée.

### Emplacement de Pehlitzwerder - «Abbaye du lac Marie(Mariensee)»

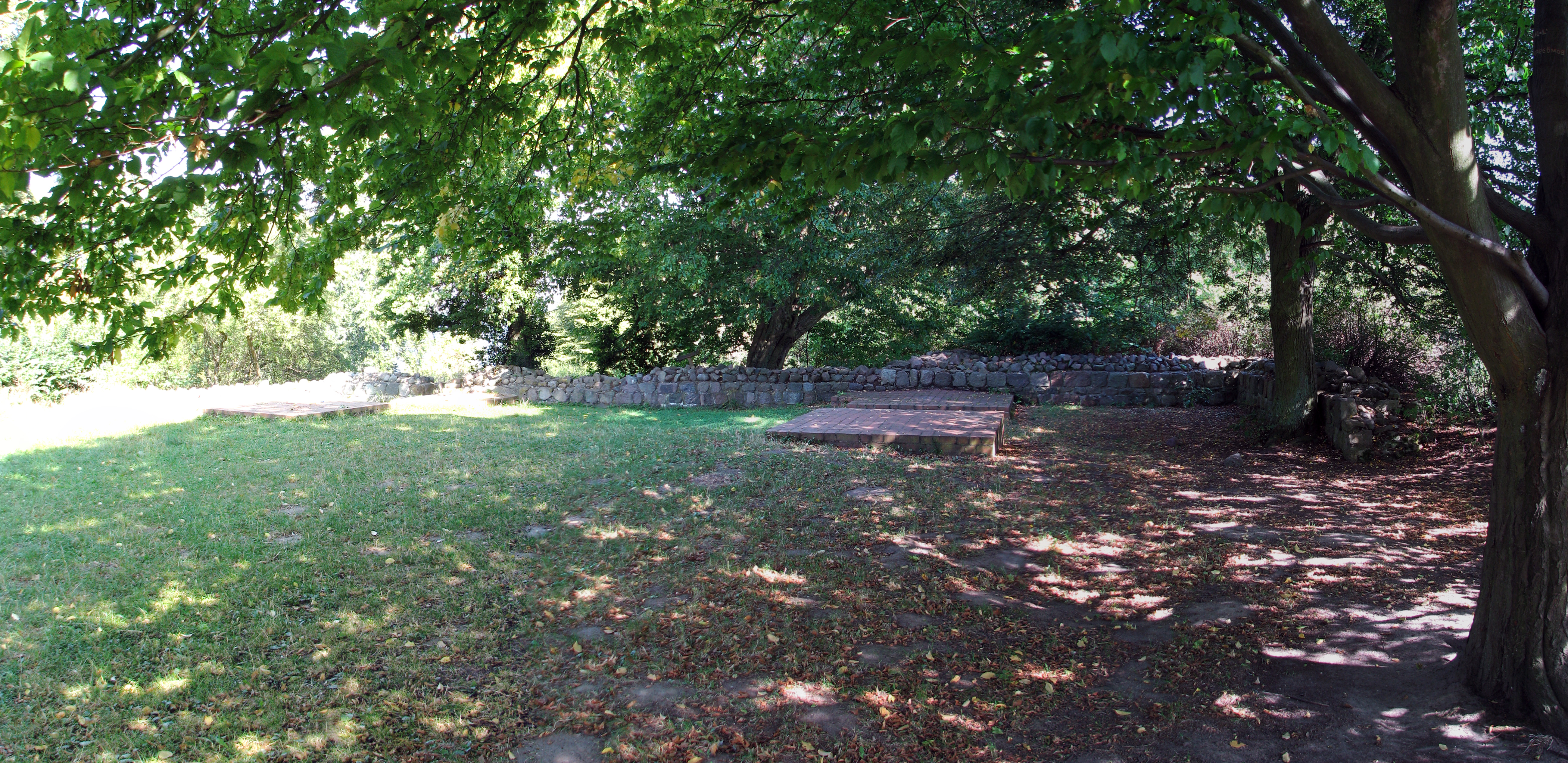
Il ne reste que quelques vestiges de murs qui témoignent des bâtiments de l'abbaye du lac Marie (Mariensee).

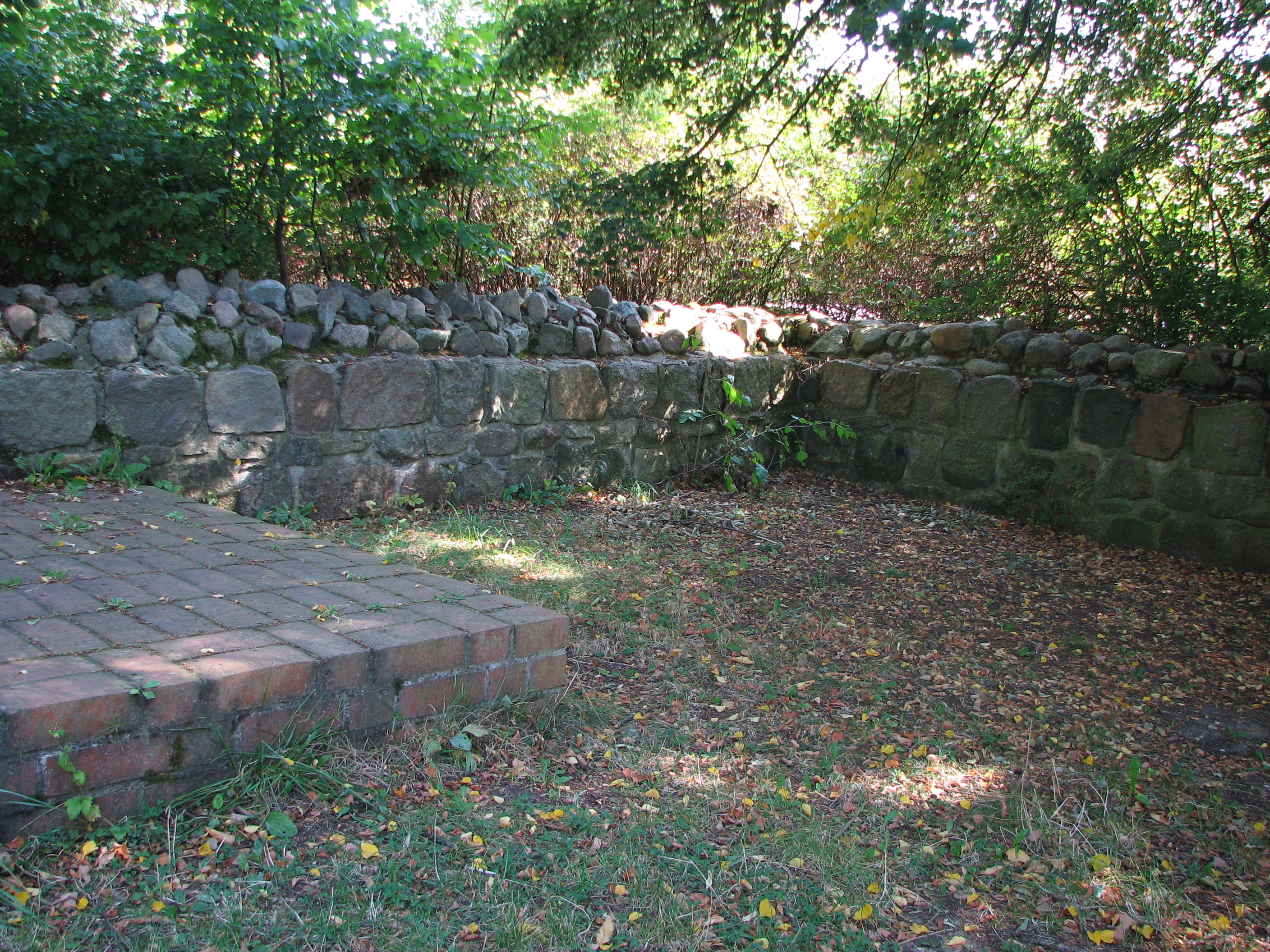
Vestige des fondations de l'église abbatiale projetée.

L'abbaye qui jouissait d'une grande influence pendant le Moyen Âge tardif fut fondée en 1258 sur l'ancienne île, aujourd'hui presqu'île, de Pehlitzwerder, sur le lac de Parstein (Parsteiner See (de)). Elle porta à ses débuts le nom de sa sainte patronne Marie. L'abbaye du lac Marie, du Mariensee, était une fille de l'abbaye de Lehnin fondée en 1180 par Othon Ier de Brandebourg dans la Zauche.
Les fondateurs de l'abbaye furent les neveux d'Othon Ier, qui régnaient ensemble sur le Margraviat, Jean Ier et Othon III de Brandebourg. La raison de cette fondation était liée aux règles de succession, qui menèrent à un partage de la marche de Brandebourg entre la lignée johannique et la lignée ottonienne. Comme le caveau traditionnel des Ascaniens à l'abbaye de Lehnin était conservé par la lignée ottonienne, il était nécessaire de fonder une nouvelle abbaye au sein de la Nouvelle Marche.
On ne peut que supputer des raisons ayant conduit à l'érection d'une abbaye sur une île, emplacement malheureux qui contrevenait aux usages de l'époque en termes de fondation d'abbayes. Le remplacement d'un château fort slave à Pehlitzwerder par une abbaye ascanienne est présumé être une « décision politique », mais aucune source fiable ne corrobore ces dires.
Comme l'emplacement sur l'île se révéla rapidement être un handicap aux ambitions économiques et agricoles des cisterciens et qu'ils craignaient de plus les inondations fréquentes, les moines, selon un acte de 1273, déplacèrent l'abbaye avant son achèvement, à environ huit kilomètres au sud-ouest sur le lac de Chorin, l'actuel lac d'Amt. La décision de ce déplacement fut encore prise sous l'égide de Jean Ier, l'année de sa mort en 1266. L'église du lac Marie était si avancée que son fondateur put y être enterré. Après 1273, la dépouille de Jean Ier fut transférée à Chorin. Aux côtés d'autres descendants de Jean, son successeur Othon IV dit à la Flèche (mit dem Pfeil) ainsi que le dernier ascanien d'importance dans la marche du Brandebourg, Valdemar le Grand y furent enterrés. Les murs du rez-de-chaussée de l'abbaye du lac Marie étaient restés conservés jusque dans les années 1960. Ils furent alors démantelés par les habitants de Brodowin en quête de matériaux. Les vestiges actuellement visibles ont été plus tard maçonnés sur le noyau préservé des fondations.
Comme pour toutes les fondations ascaniennes d'abbayes, des considérations économiques et politiques dépassant les aspects spirituels jouèrent un rôle important pour Chorin. En effet, à l'ouest de l'abbaye se trouvait sur une île du lac de Parstein un rempart circulaire slave, que Jean Ier et son frère souhaitaient certainement utiliser comme donjon isolé pour contrer la concurrence poméranienne. L'abbaye devait jouer un rôle de centre et de pouvoir. „ Aussi bien la fondation par elle-même que son emplacement dans un centre régional ancien, à la croisée des routes d'acheminement dans une région peuplée résultent d'un calcul politique pour dominer la région
- Pour la fondation du prédécesseur de l'abbaye du lac Marie sur la Pehlitzwerder au lac de Parstein voir (en allemand) : Zisterzienserkloster Mariensee (de)

### Emplacement de Chorin

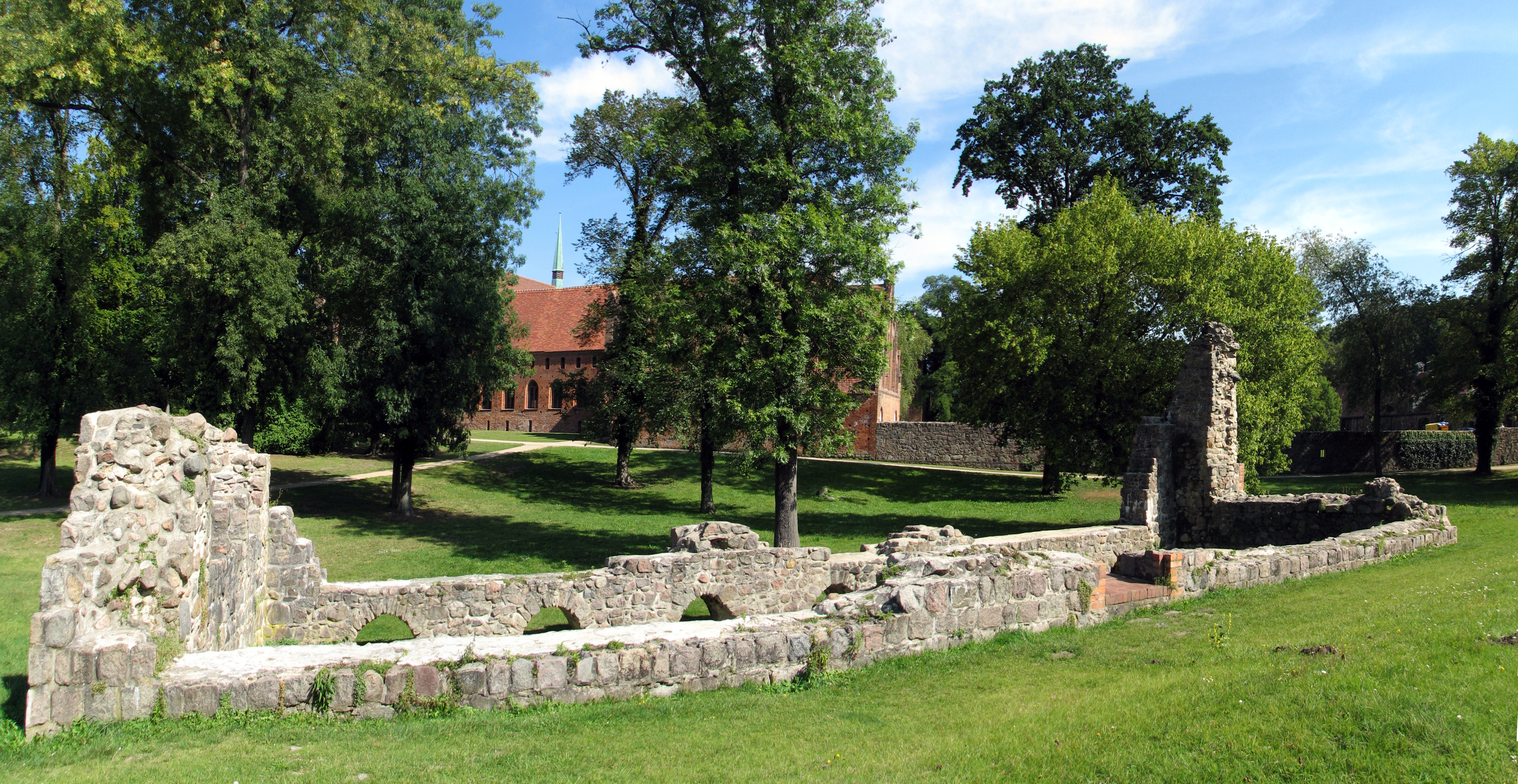
Ruines du moulin de l'abbaye.

Sur la zone actuellement occupée par les ruines de l'abbaye, se trouvait auparavant un village fortifié slave. Les dernières fouilles ont montré que le village avait été incendié. Il s'agit vraisemblablement du village de Ragösen, dont le souvenir est perpétué par le ruisseau Ragöse et quelques dénominations locales. Il n'est pas encore établi si le moulin de l'abbaye est le grand moulin situé à proximité immédiate de l'abbaye, moulin érigé avant les cisterciens, ou bien un moulin situé quelques kilomètres au sud-ouest. Le moulin existant, à proximité du lac d'Amt, anciennement lac de Chorin, ainsi que la proximité des villes importantes à l'époque de Niederfinow, Angermünde et Eberswalde sont considérés aujourd'hui comme motifs quant au choix de l'emplacement. Les abbayes cisterciennes étaient à l'époque préférablement établies à la campagne sur d'anciens établissements slaves. À proximité des villes, des comptoirs étaient fondés, l'un d'entre eux a traversé les temps et peut être admiré à Angermünde.

## Histoire

### Histoire de la fondation

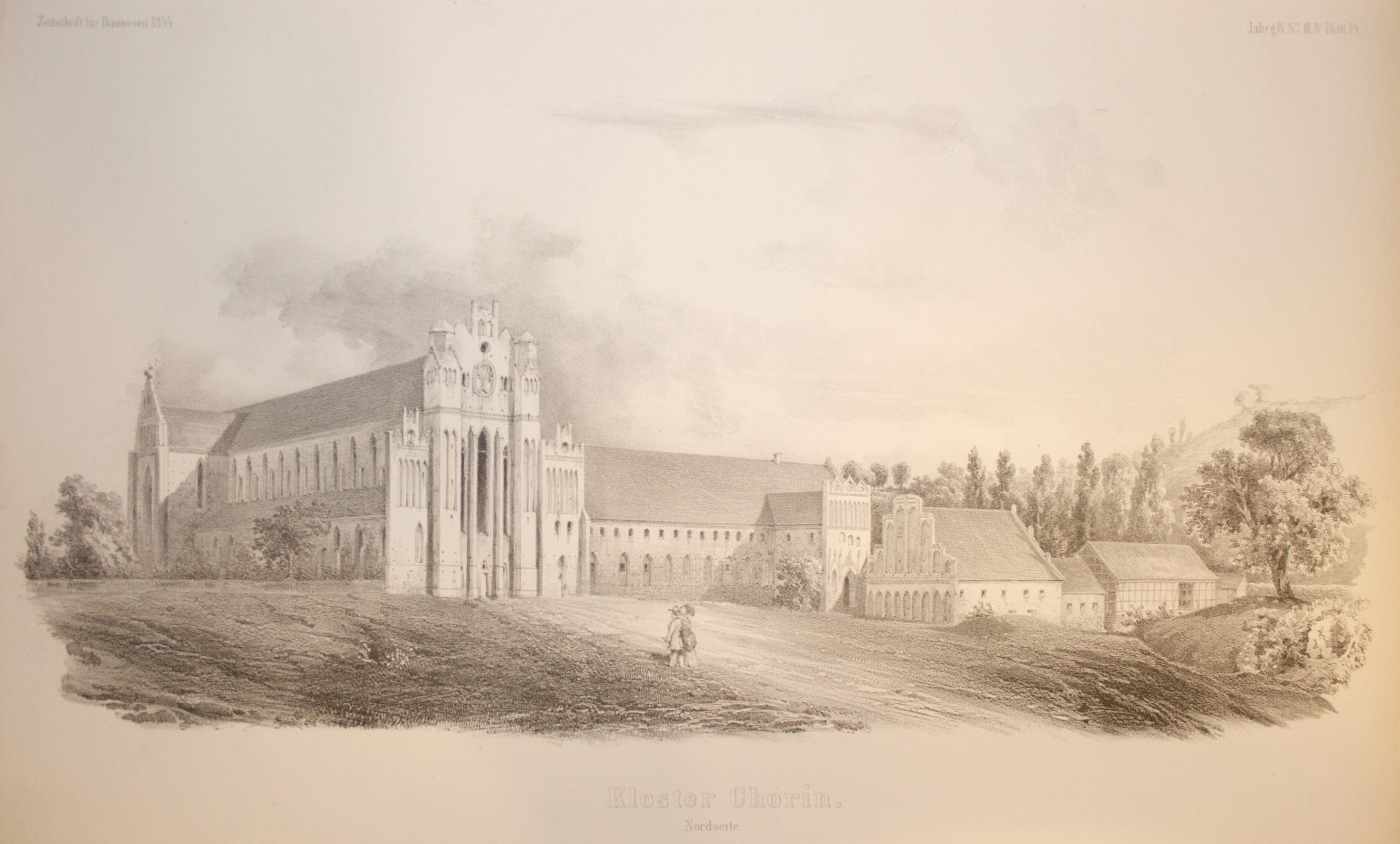
Vue générale de l'abbaye en 1854
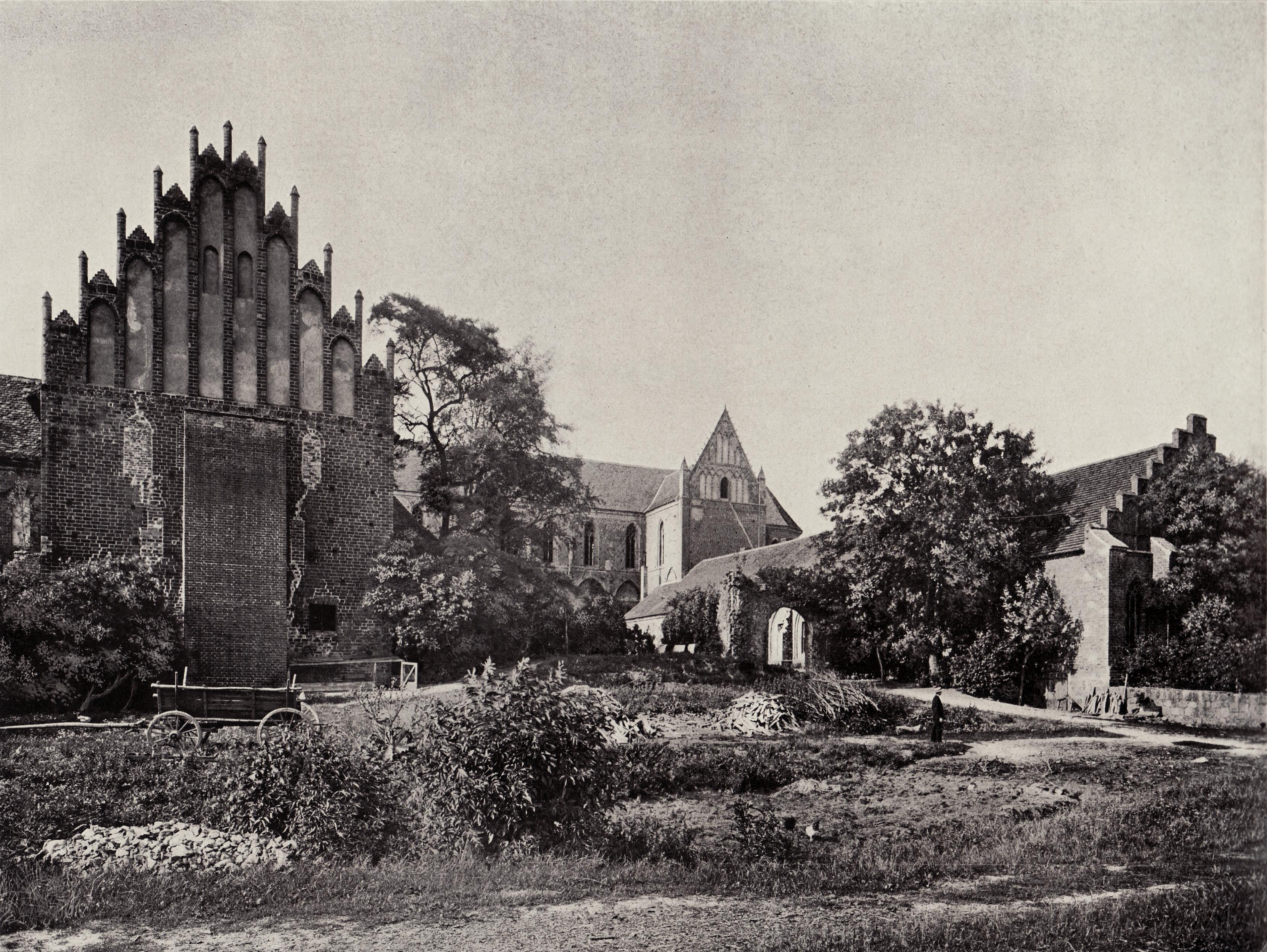
Bâtiments de l'abbaye – photographie vers 1900
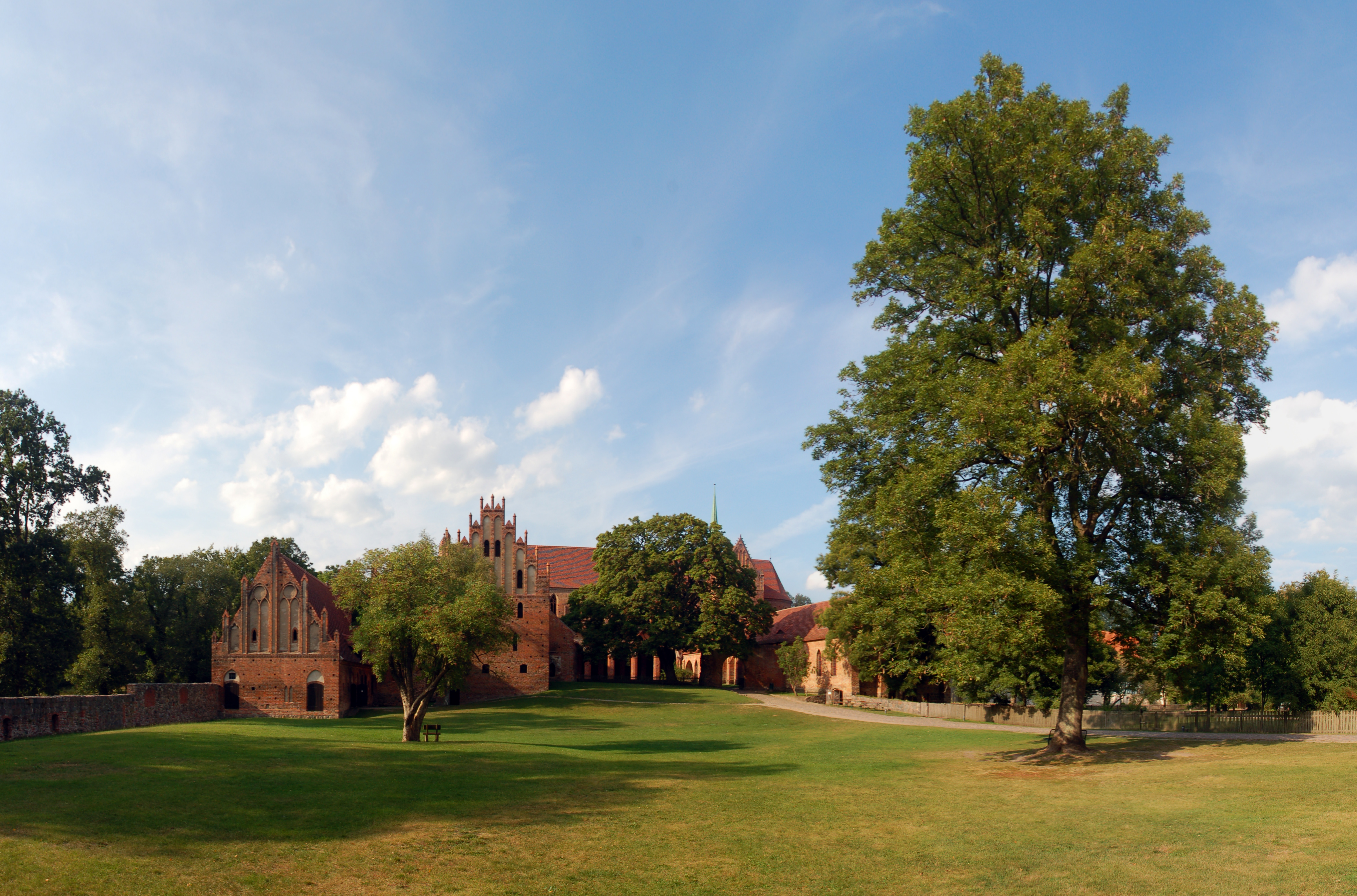
Vue d'ensemble depuis le sud en 2009

Le 8 février 1258, l'évêque Othon de Brandebourg permit la création de l'abbaye du lac Marie (Mariensee) ; le 2 septembre de la même année, Jean Ier et Othon III confirment la fondation de l'abbaye. Le 8 septembre 1273 a lieu le transfert officiel vers Chorin, les travaux y ayant vraisemblablement débuté dès 1266. L'église inachevée du Pehlitzwerder d'une largeur de 25,50 m ainsi que les vestiges de ses fondations ont été déclarés patrimoine naturel et archéologique en 1935.
Comme le Ragöse, affluent du lac de Chorin, ne possède pas suffisamment d'eau pour faire fonctionner le moulin de l'abbaye et pour approvisionner l'abbaye en eau, les moines, au XIIIe siècle, creusèrent le "fossé aux orties" (Nettelgraben (de)) du lac de Chorin jusqu'au lac Blanc (Weißen See), situé à une altitude plus élevée et aujourd'hui isolé. À l'époque des travaux au XIIIe siècle, celui-ci constituait une baie du lac de Parstein. Le fossé, toujours existant, compte parmi les premiers fossés artificiels de l'Allemagne actuelle.
Dans le Chapitre général de l'abbaye de Cîteaux, l'abbaye-mère de l'ordre cistercien, l'économie propre aux cisterciens était réglée comme suit :
„Les moines de notre ordre doivent vivre du travail de leurs mains, de l'agriculture et de l'élevage. Ils doivent donc posséder pour leurs besoins, des rivières et des lacs, des bois, des vignobles, des prairies, des champs (éloignés des habitations des gens du monde) ainsi que des animaux  … Ils peuvent exploiter des fermes à proximité ou non de l'abbaye…“
Par donation, les margraves ascaniens transmirent à l'abbaye des îles du lac de Parstein, les villages de Pehlitz, Plawe, Brodowin, Chorin et de Hufen, les localités de Parstein, Liepe, Serwest, Buchholz, Finow (aujourd'hui Niederfinow), Golzow et Britz ainsi que tous les lacs, cours d'eau, champs, collines, prairies et landes y attenant.

### Sphère d'influence de l'abbaye de Chorin

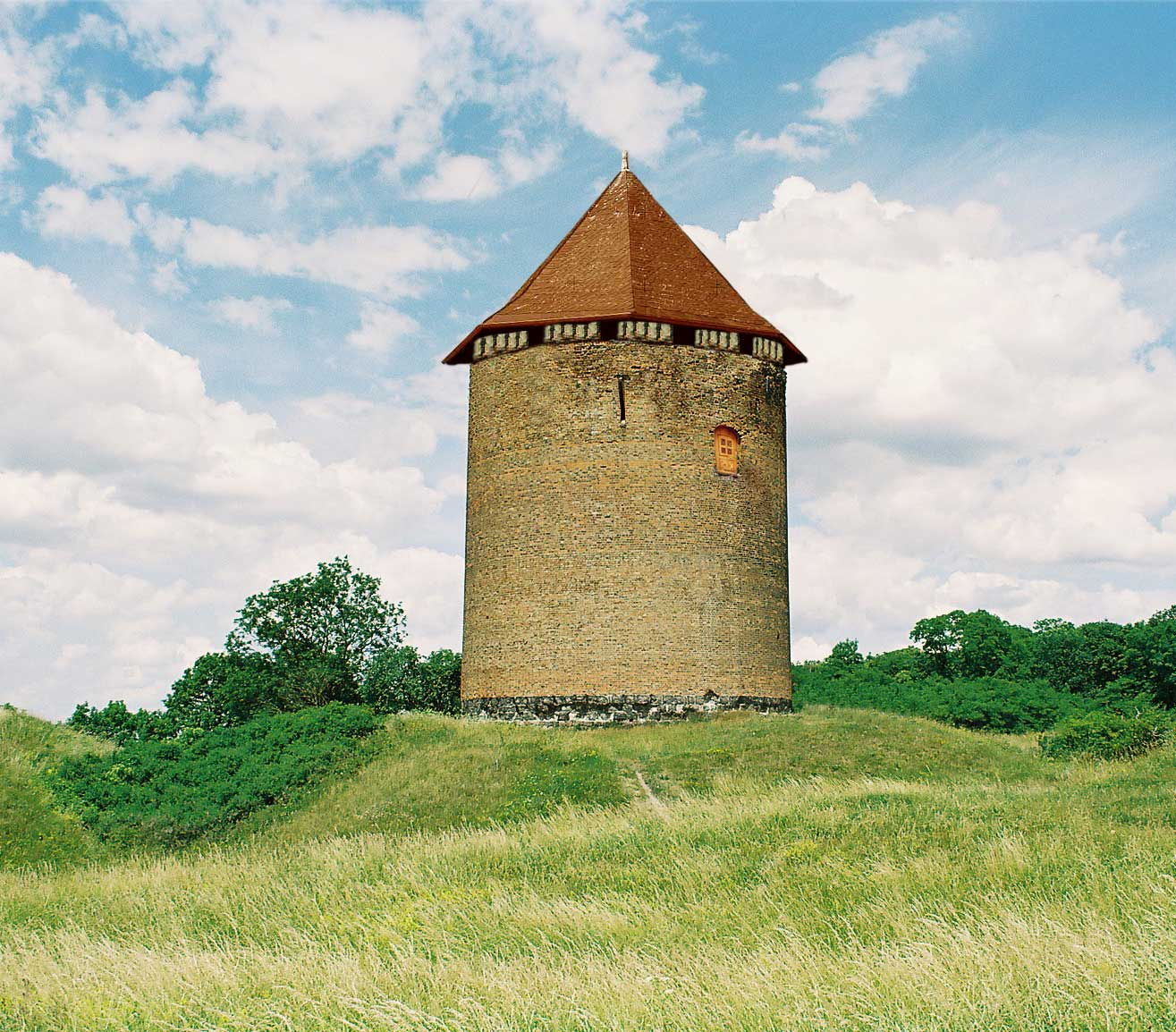
Reconstitution de la tour de Stolpe (Photomontage).

L'abbaye de Chorin avait pour l'époque une grande zone d'influence. Habituellement, les princes ascaniens fondaient un village tous les cinq kilomètres et une ville tous les 20 à 25 kilomètres. Les abbayes, en revanche, étaient fondées à l'écart des villes et la plupart du temps sur un ancien emplacement fortifié slave.
Chorin se situait entre les villes jadis importantes d'Eberswalde (charte octroyée en 1254, auparavant deux villages), Niederfinow (château fort fondé vers 1220 à Finow), Joachimsthal et Oderberg ainsi que le château fort d'Angermünde. Cette extension relativement grande est à attribuer entre autres au transfert de l'abbaye du lac Marie vers Chorin, de plus, Chorin se trouvait à la limite de la sphère d'influence des Ascaniens et n'avait donc pas de concurrence venue de ses propres rangs en direction du nord ou de l'est. Le poste le plus avancé des Ascaniens était en l'occurrence la tour de Stolpe (Stolper Turm (de)), un donjon isolé au nord-est de la ville d'Angermünde.
Le cœur du domaine de l'abbaye de Chorin s'étendait à l'ouest jusque Joachimsthal et autour du lac de Werbellin, au sud jusque Niederfinow qui disposait encore à l'époque du delta poissonneux de Finow, à l'est au-delà de l'Oder jusque Stolzenhagen et au nord jusqu'Angermünde. Son influence commerciale atteignait les villes d'Eberswalde, de Hohenfinow, d'Oderberg, de Lunow et de Stolpe.

### Architecture

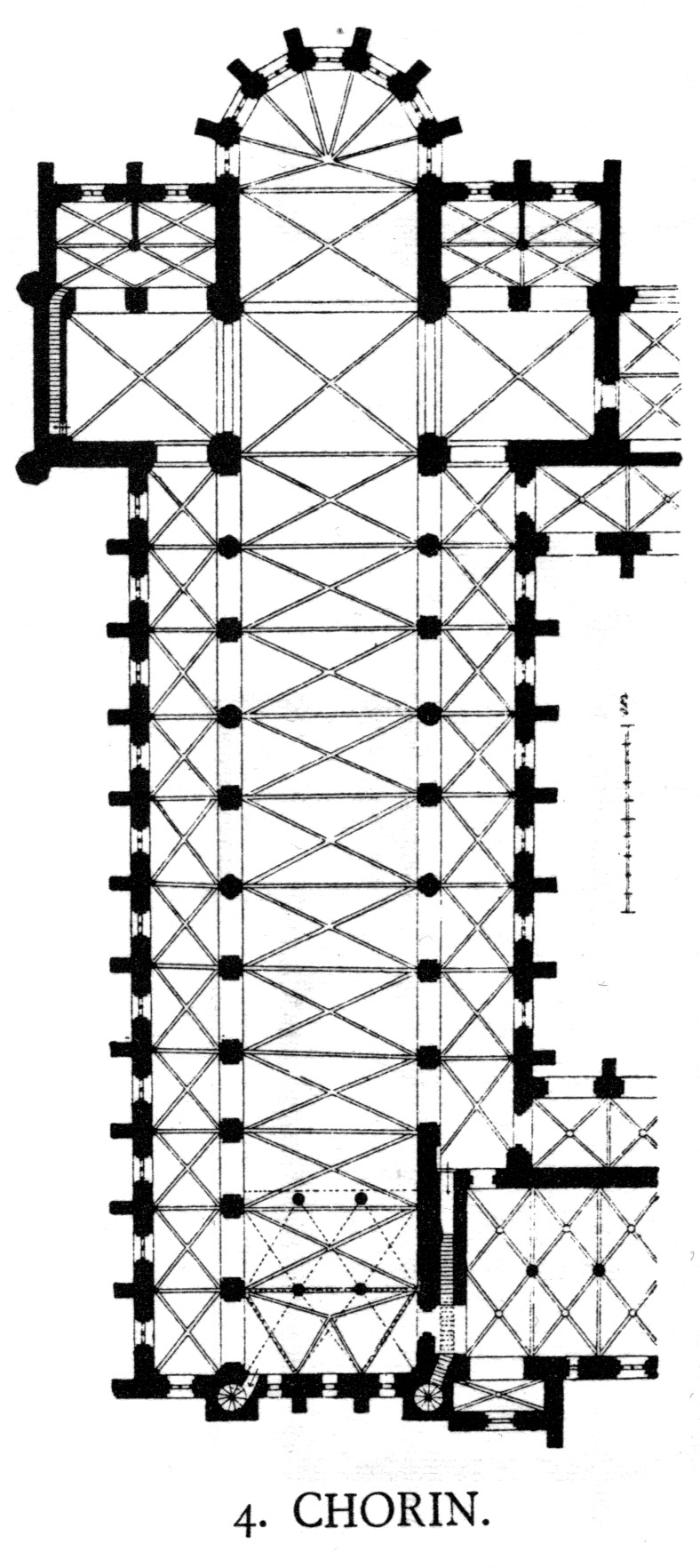
Plan de l'abbatiale en 1887 par Georg Dehio.

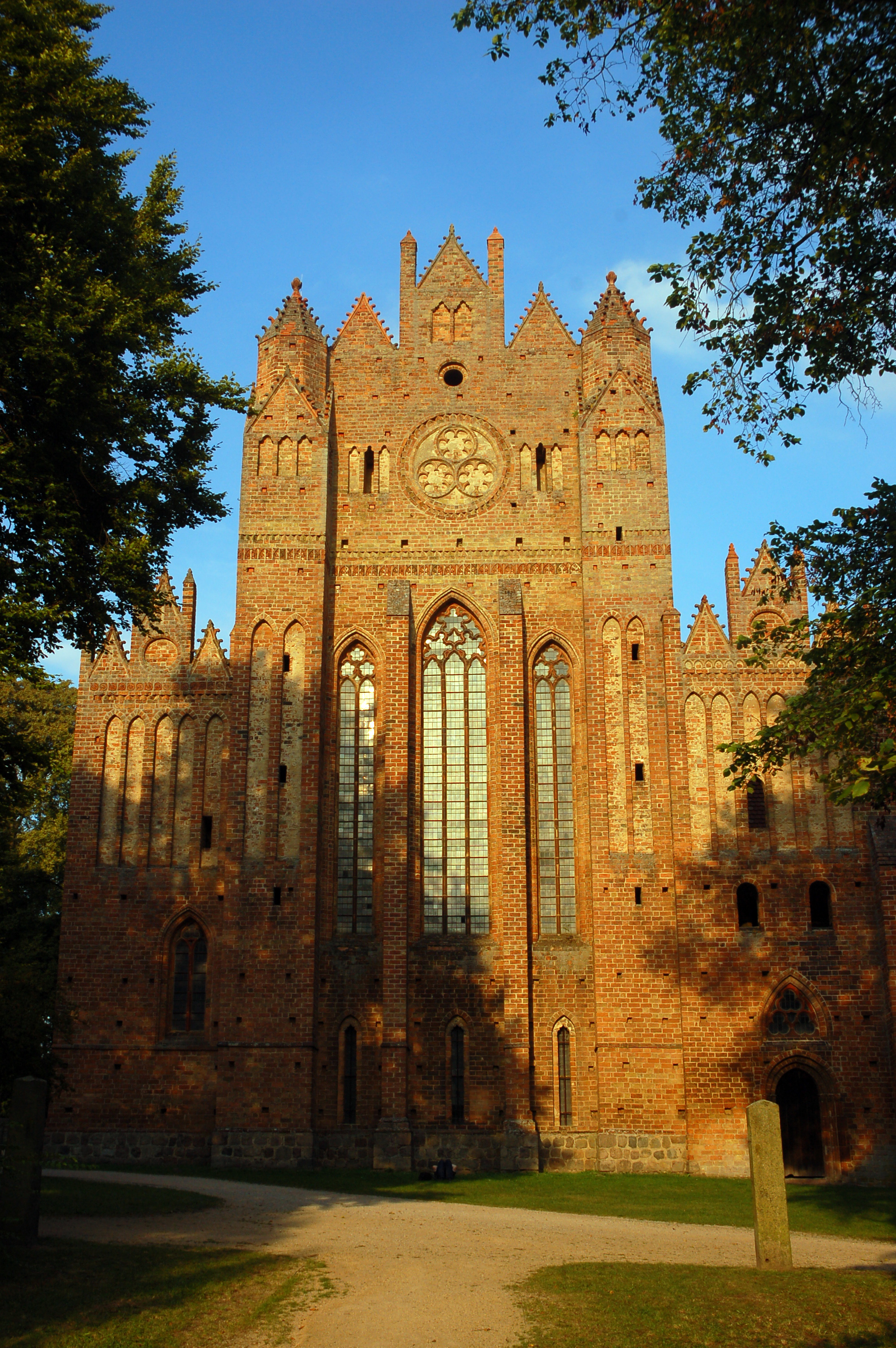
Pignon ouest.

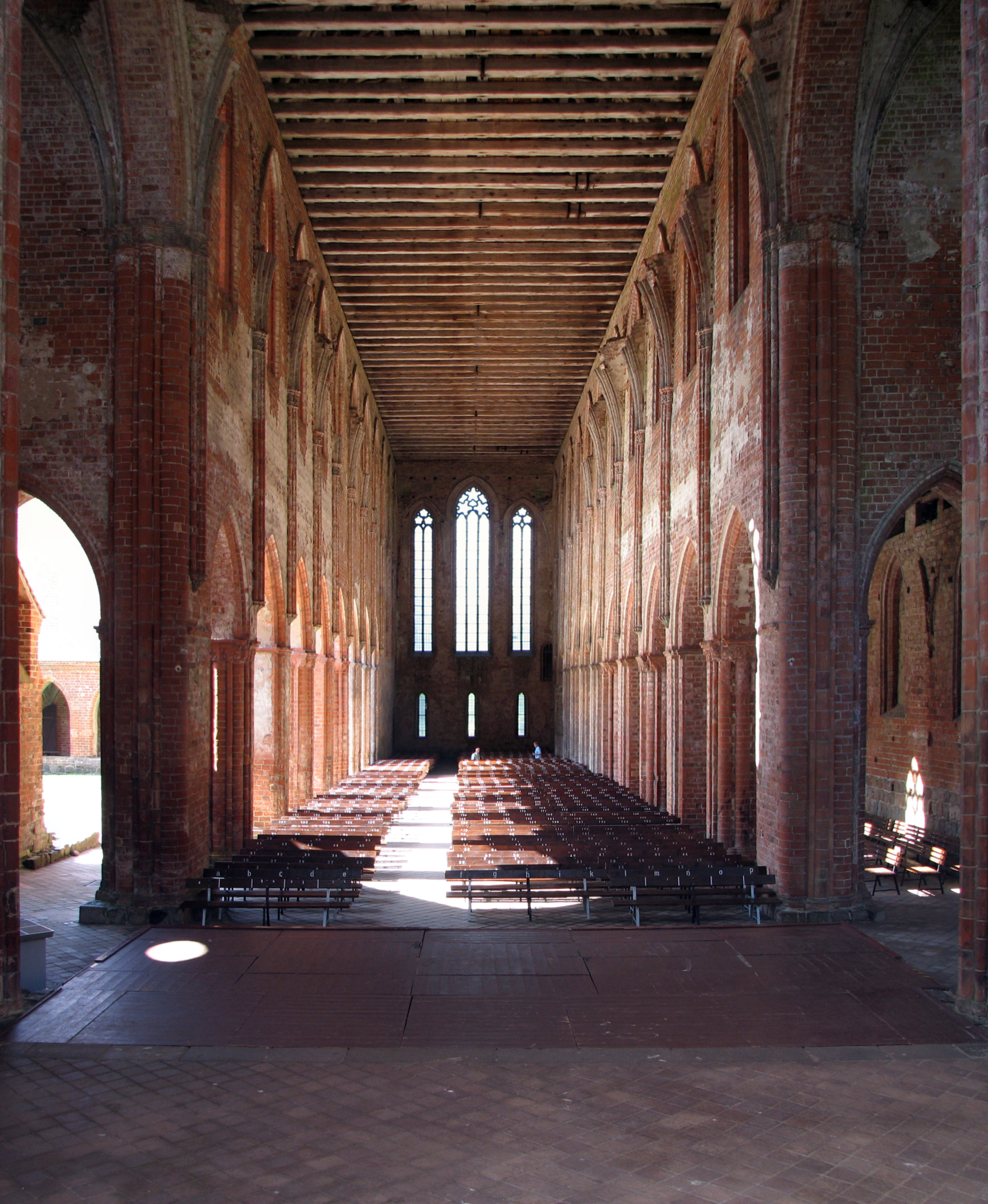
Vue intérieure de l'église abbatiale.

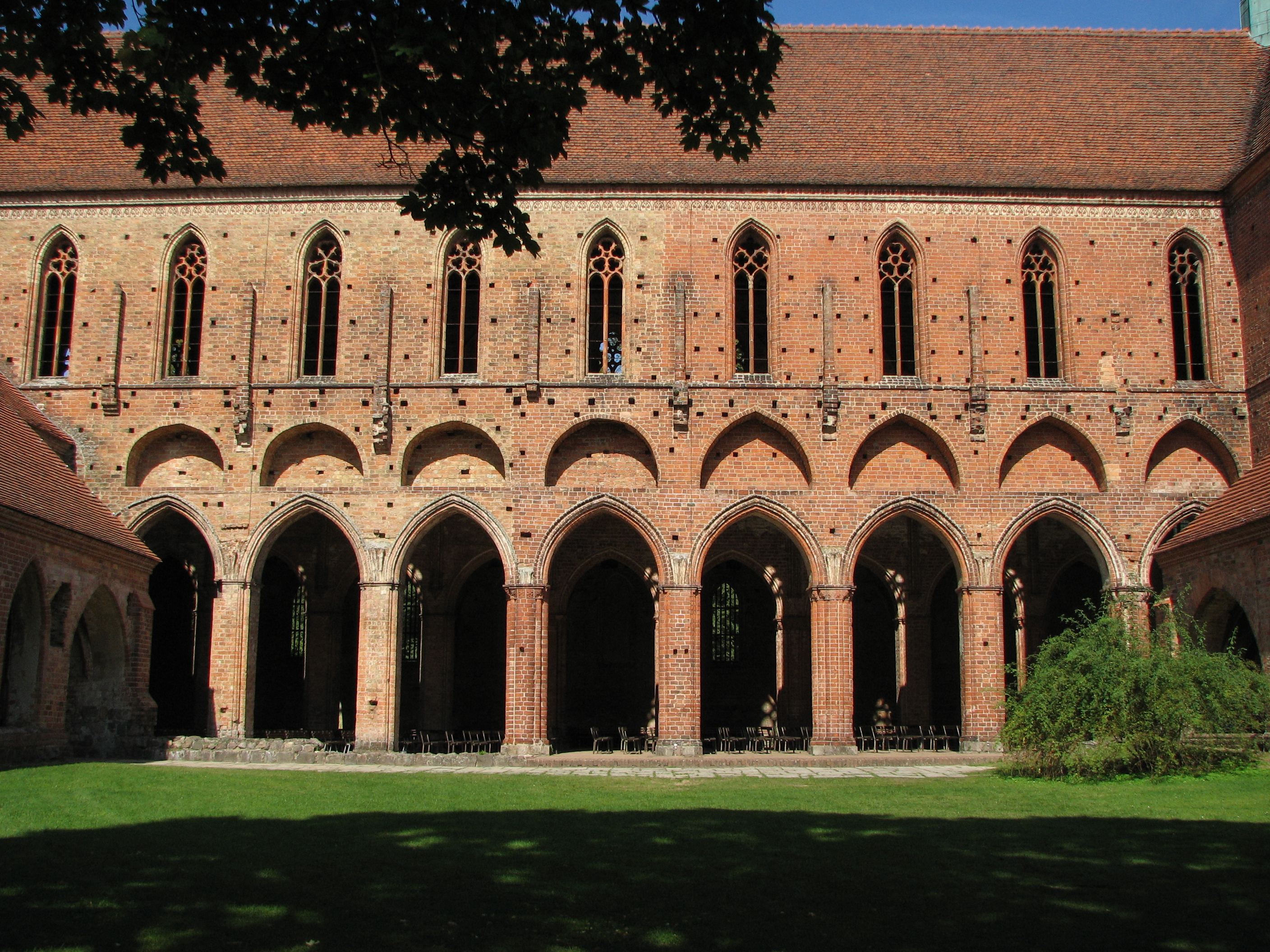
Sur la nef principale de l'église abbatiale, on peut observer les différentes phases de construction, à droite à l'est des ogives gothiques plus sombres, à gauche des arcs.

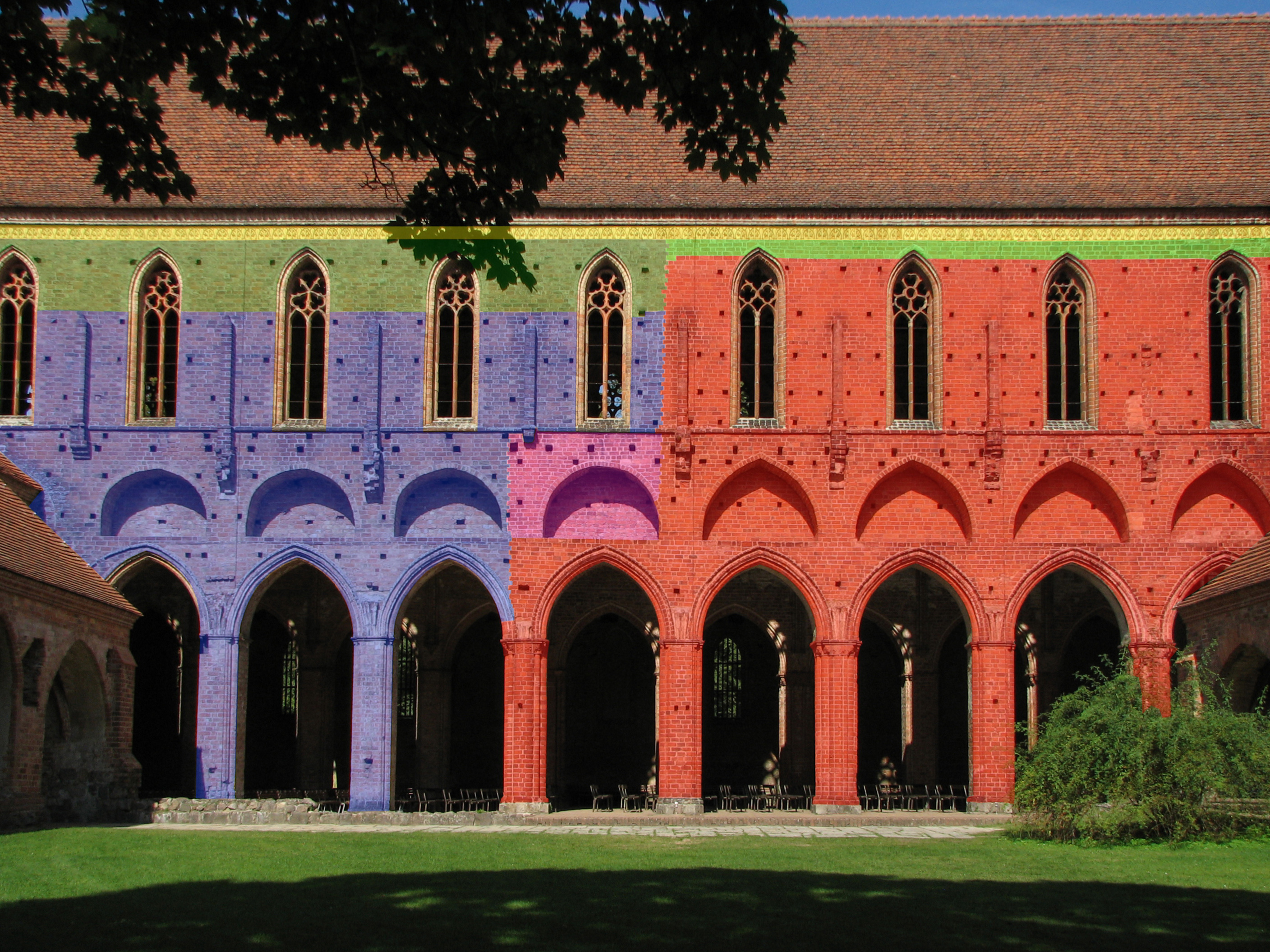
Représentation schématique des phases de construction ; en rouge : première phase ; en bleu : deuxième phase.

Parmi les règles architecturales des cisterciens, des dispositions ont été prises qui ont eu aussi un impact sur la construction de Chorin. Vers 1130, les sculptures, ornements et tableaux sont interdits ; seule une croix d'autel en bois peint était permise. Des vitraux clairs sans croix ni ornements étaient aussi autorisés. En 1157, les clochers sont interdits, et les cloches ne pouvaient peser au maximum que 500 livres. L'interdiction des clochers entraina la construction d'escaliers en colimaçon dans les murs afin de pouvoir atteindre les toits.
Georg Dehio décrit l'église abbatiale de Chorin en 1906 comme l'„œuvre la plus noble et la plus importante du gothique primitif de brique de l'Allemagne du Nord“. En effet, l'abbaye cistercienne située à six kilomètres au nord d'Eberswalde dans la Réserve de biosphère de Schorfheide-Chorin est, avec son célèbre pignon ouest, un des rares édifices marquants du Moyen Âge, qui ne soit pas seulement une des œuvres les plus remarquables de la zone des briques, mais qui soit devenue une des icônes par excellence du gothique allemand.
Cela dit, le style architectural de l'abbaye de Chorin se range difficilement dans le gothique primitif. Il s'agit bien plus d'un ensemble d'édifices uniformément gothique tardif, dans lequel l'architecture romane cistercienne eut une influence tardive. L'église abbatiale est comme à Lehnin une longue basilique à trois nefs et transept. Contrairement aux bâtisseurs d'églises cisterciennes mecklembourgeois (Doberan, Dargun), les Choriniens ne prirent pas comme modèle l'église Sainte-Marie de Lübeck, mais puisèrent plutôt dans la tradition architecturale locale et transcrivirent la forme architecturale de la basilique de Lehnin en gothique.
Ce faisant, ils ne conservèrent pas seulement la forme en croix présente dans l'iconographie, mais ils adaptèrent structurellement le système attenant. Les travées de la nef centrale font exactement le double de la largeur des travées quadrangulaires des nefs latérales et deux travées de la nef centrale, ainsi que quatre travées des nefs latérales ont dès lors ensemble les dimensions de la croisée du transept. Le vocabulaire des formes est par contre celui du gothique rayonnant et l'abside reprend le chœur défini par les églises des ordres mendiants - avec toutefois une forme plus travaillée en polygone 7/12. Les bâtisseurs de l'église s'inspirent principalement de l'architecture des Franciscains et des Dominicains, même si l'ornementation se caractérise par une plus grande tendance cistercienne à la décoration.
Dans le même temps, l'édifice devait naturellement refléter l'autorité de son fondateur. Le polygone du chœur mais surtout la façade ouest sont conçus et décorés pour la représenter. Cette dernière est conformément aux règles cisterciennes sans tour, mais possède des escaliers en colimaçons, des pinacles, des pignons ornés de crochets, des trompe-l'œil, des arcs-boutants et trois fenêtres à lancettes, reprises de Lehnin. Elle est donc aussi une des façades d'église du gothique de brique les plus  richement ornementées et équilibrées. Les façades latérales comme la face intérieure montrent des espaces muraux du gothique des ordres mendiants (Berlin, Erfurt). La structure est cachée sous les toits des lutrins des nefs latérales - et est exposée au grand jour après leur perte au niveau du transept. Les murs ne sont reliés que par de fins dosserets. Les surfaces planes des murs contrastent nettement avec la tracerie ouvragée des fenêtres, les chapiteaux à la plastique végétale des piliers, les corbeaux et les piliers.
L'effet spatial originel est difficile à appréhender après la perte des nervures de croisée, du triforium, de la clôture de chœur, des stalles, etc. À la croisée du transept, une alternance de piliers a été appliquée, un élément du dispositif roman, que l'on cherche vainement parmi l'art roman du margraviat. De minces piliers fasciculés alternent avec des piliers carrés. À l'extrémité ouest de la nef se trouve un triforium réservé à la famille du souverain. Alors que la façade ouest se dresse solitaire dans le paysage culturel du margraviat, le chœur polygonal, dont le modèle est souvent considéré comme étant celui du portail de l'église cistercienne de Schulpforte, a durablement influencé l'évolution de l'architecture religieuse du margraviat.

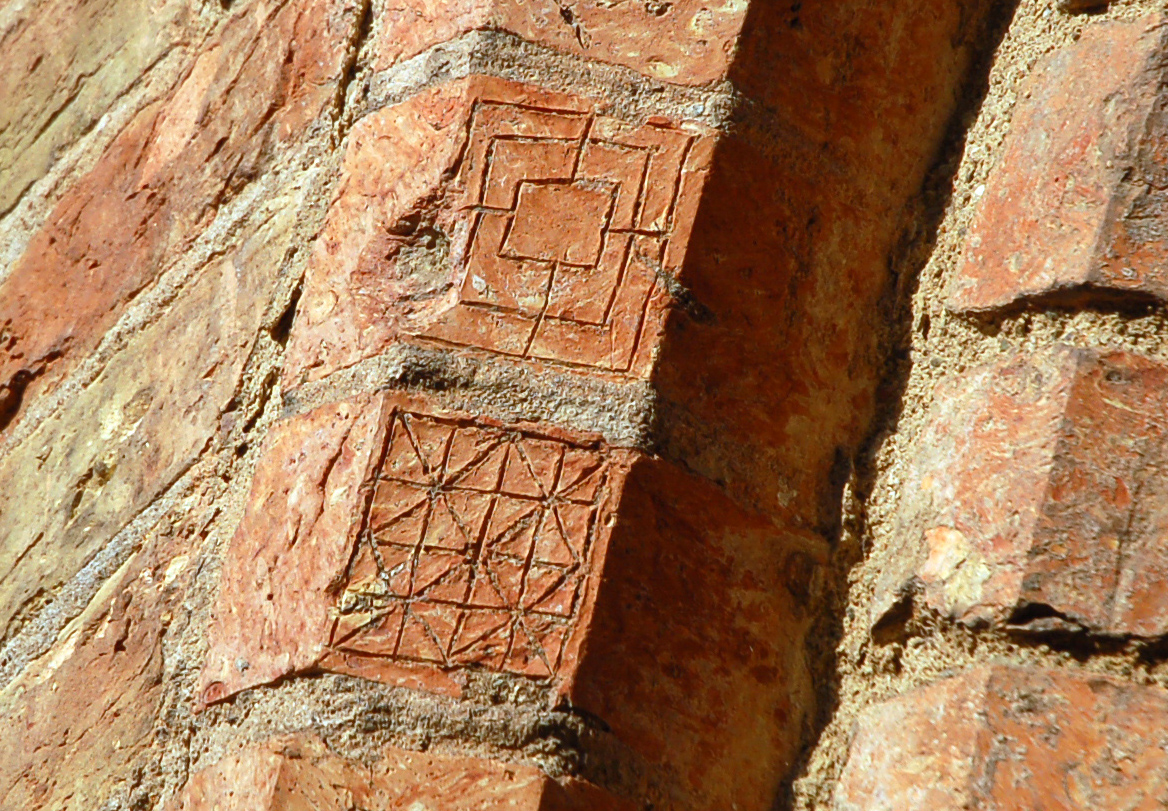
Plateaux de jeu gravés

Les bâtisseurs de l'abbaye ont laissé derrière eux de nombreux messages cachés. C'est ainsi que l'on trouve dans la partie est du cloître, des briques avec des plateaux de jeu gravés. Au-dessus d'une fenêtre du chœur était originellement sertie une brique, dont l'inscription est interprétée de nos jours comme étant hérétique : 
- „Abel fieri no(n) valet / si malicia cayn no(n) excercet“
- „Abel n'aurait pu être, si Caïn n'avait pas été éprouvé par le Malin“

Les ornements muraux ne sont en partie pas des copies fidèles des originaux, vu la grande fantaisie affichée. Selon les connaissances actuelles, peu des plâtres restants sont encore d'origine dans la nef principale nord.
Comme il était interdit chez les cisterciens d'appliquer des ornements attirant l'œil, beaucoup d'efforts ont été consacrés aux frises et aux corbeaux. Maints corbeaux du transept portent des motifs divers, dont la signification dépasse les motifs religieux pour aborder des motifs végétaux et stéréométriques, ainsi que des motifs d'animaux fabuleux.

### Dissolution pendant la Réforme

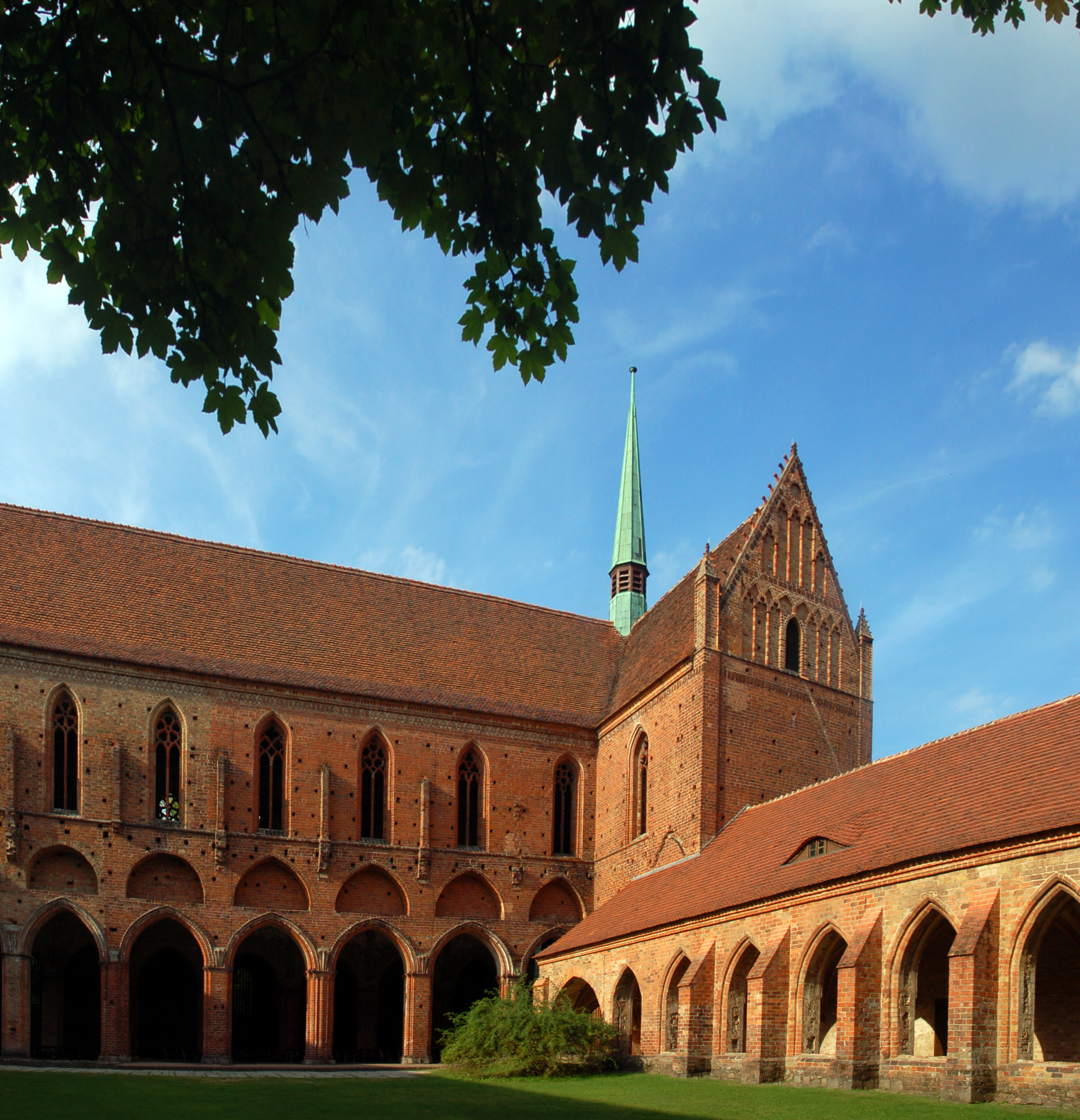
Cloître

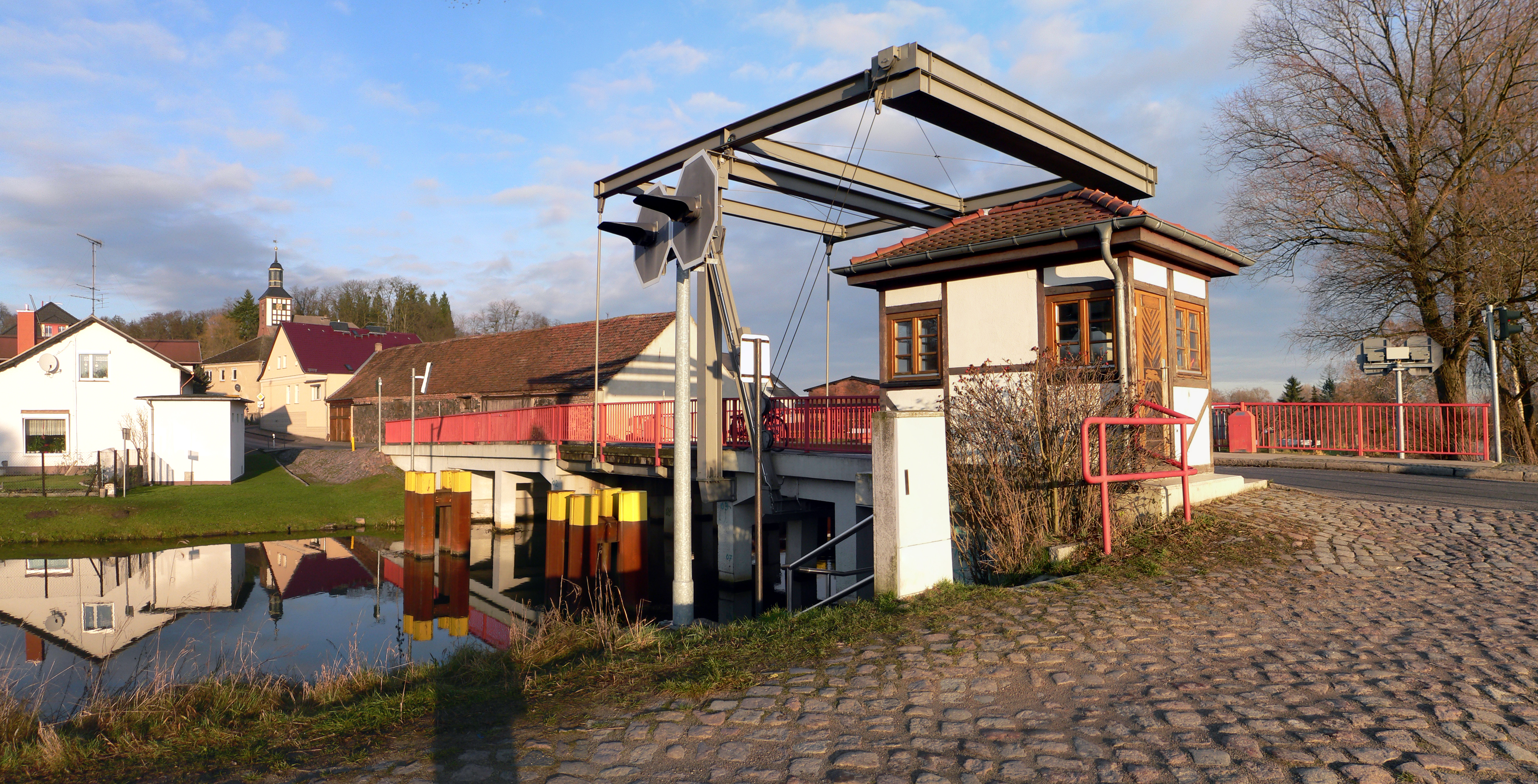
Pont levant de Niederfinow

Bien que les abbés aient pu étendre leur influence et leurs possessions jusqu'à la fin du XVe siècle, déjà en 1542, c'est-à-dire seulement trois ans après l'introduction de la Réforme au Brandebourg, la sécularisation de l'abbaye eut lieu. La dissolution de l'abbaye n'avait cependant pas de motifs religieux, mais était plutôt due à la convoitise des Hohenzollern. Le prince-électeur Joachim II suivait ce faisant l'exemple des autres princes, qui se renflouaient grâce aux biens des abbayes. Déjà vers 1500, il y avait eu conflit quant au choix de l'abbé de Chorin, car il s'agissait d'un poste lucratif. Par contre, la discipline n'était depuis bien longtemps plus comme elle avait été prévue à l'origine. En 1528, le père-abbé de Lehnin dut envoyer un moine à Chorin pour s'assurer que les obligations liturgiques étaient pour le moins observées. Ce manque de spiritualité allait de conserve avec les besoins financiers et l'abbaye vendit le village de Stolzenhagen en 1536. C'est à cette même date que Joachim II, lors d'une visite à l'abbaye de Chorin, avait interdit de poursuivre les premières tentatives de Réforme.

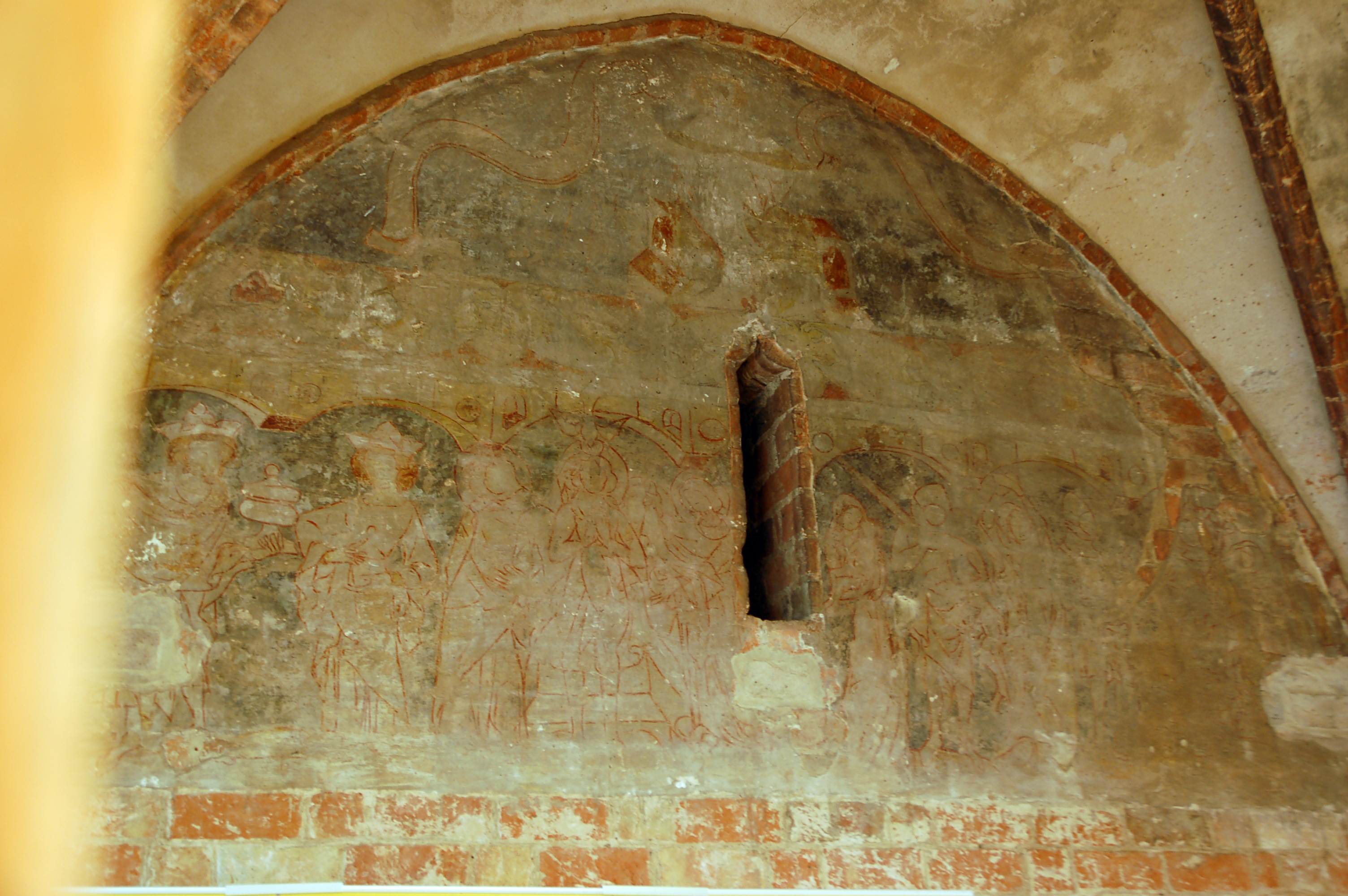
Peinture murale dans la salle du prince

Peu encore avant la dissolution de l'abbaye, Chorin renouvela en 1542 les privilèges de la ville de Niederfinow. Le péage de rivière était confirmé par octroi depuis 1375 et engendra des conflits dans les siècles qui suivirent. Avec la construction du canal de Finow, les droits octroyés alors par les moines furent supprimés. Après être passé par toutes les instances, le droit de péage fut de nouveau reconnu au seigneur de Hohenfinow, baron de Vernezobre, le 29 novembre 1775. En 1878 encore, le ministre du Commerce, de l'Artisanat et des Travaux publics dut s'occuper du conflit autour du pont à péage et reconnut que l'État devait verser quotidiennement trois marks pour le fonctionnement du pont  au seigneur de Hohenfinow. Les mariniers devaient cependant dès 1792 lever et baisser le pont eux-mêmes. C'est seulement avec l'acquisition du pont par l'État vers 1900 que ce conflit séculaire prit fin.
Avec l'utilisation des bâtiments à d'autres fins, la guerre de Trente Ans et les travaux de démolition qui suivirent, de grandes parties de l'église et du bâtiment des convers perdirent leur côté sud. Cependant le cloître et les bâtiments l'entourant sont dans un état de préservation tel qu'ils permettent encore aujourd'hui de se faire une bonne idée de l'effet produit par le "plan idéal cistercien" suivi par l'ensemble. Ce sont surtout le portail, la cuisine du cloître ainsi que la "salle du prince" au nord-ouest des convers qui sont remarquables. Maints bâtiments sont "d'une seule fabrique" stylistique et montrent le même vocabulaire de forme du gothique rayonnant, des nervures de croisée uniformes, une riche tracerie des fenêtres, des pignons décorés de crochets, des frises décoratives, des dosserets, etc. tout comme l'église. L'aile sud et une grande partie de l'aile est avec la salle du chapitre ont été perdues.

### Dégradation jusqu'au Romantisme

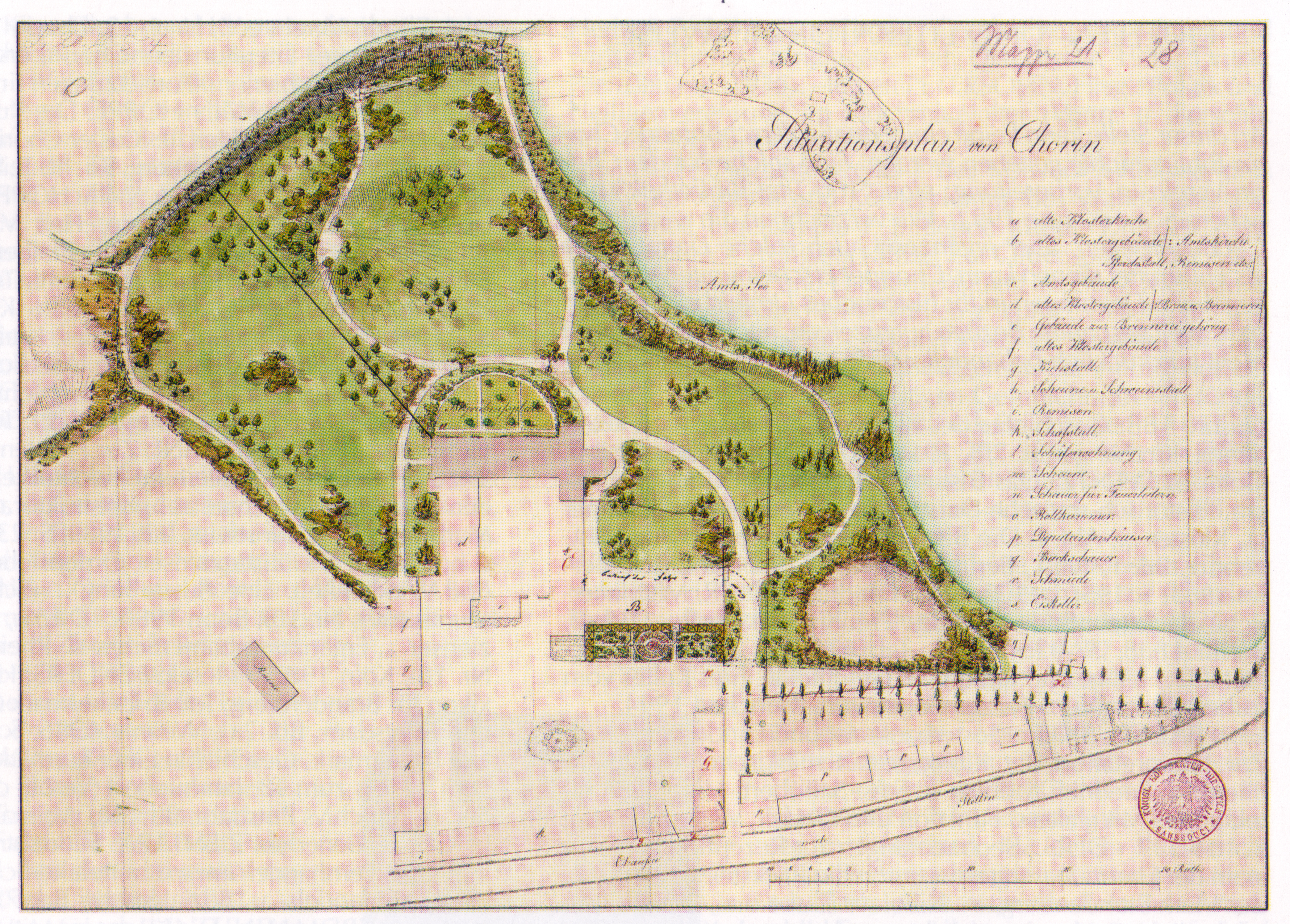
Plan de Lenné de restructuration autour de l'abbaye

Après la sécularisation, l'ancienne abbaye se dégrada entre environ 1500 et le début du XIXe siècle. Les moines vécurent encore quelques années dans l'abbaye, mais elle devint rapidement résidence et domaine d'État. Les princes-électeurs rendaient de moins en moins visite aux sépultures de leurs ancêtres. À une époque inconnue, l'ensemble fut alors affermé et utilisé comme étable.
Les bâtiments de brique en ruine au bord du lac rendirent l'endroit pittoresque pour David Gilly en 1797  et donc dignes d'importance et de préservation. Après à peine 20 ans, Karl Friedrich Schinkel reconnut ceci et développa : les ruines sont un monument historique exceptionnel et un témoignage précieux de l'histoire médiévale. Le prince héritier de Prusse François Guillaume se plaignit en 1821 après la visite de la famille royale à Chorin, que l'église ait dû payer tribut aux cochons. C'est seulement après les mesures de conservation des bâtiments au début du XIXe siècle que Chorin fut assurée d'être préservée comme ensemble historico-culturel.
La conservation des bâtiments médiévaux à l'époque n'avait pourtant beaucoup moins d'objectifs historico-culturels que, selon l'esprit du temps, de développer un style artistique autour des ruines en y associant des jardins et des éléments artistiques.
Au vu du triste spectacle offert par les bâtiments au début du XIXe siècle, en pleine époque du Romantisme, aussi bien en Prusse que dans toute l'Allemagne, un intérêt particulier pour sa propre histoire et ses bâtiments témoins s'ensuivit ; à partir de 1817, sous la direction de Karl Friedrich Schinkel les travaux de sécurisation et de reconstruction partielle des ruines commencèrent. Les jardins entourant l'abbaye furent conçus par Peter Joseph Lenné. Les visiteurs actuels, qui s'approchent pour la plupart par le sud de l'abbaye, peuvent très difficilement comprendre pourquoi Theodor Fontane dans son chapitre des Pérégrinations n'a pas reconnu le caractère pittoresque des ruines de l'abbaye de Chorin. En 1997, le canton de Britz-Chorin (Amt Britz-Chorin (de)) reprend l'administration de l'abbaye de Chorin de l'office des forêts.
Dans le cimetière de l'abbaye, l'architecte Max Taut et d'importants personnalités de l'office des forêts tels que Wilhelm Bando (de), Max Kienitz (de), Alfred Dengler (de), Adolf Olberg (de), Alexis Scamoni (de), Egon Wagenknecht (de) et Albert Richter (de) reposent.

## Les abbés
Peu de choses sont connues des abbés de Chorin, si ce n'est quelques noms avec les dates d'ordination.
- 1421 Herrmann
- 1431 Simon
- 1454 Tobias
- 1466 Clemens
- 1478 Christian
- 1483 Peter
- Johann Wedemeier, † 1501
- Johann Modde
- Briccius
- Peter

## L'abbaye de Chorin dans la culture

### Événements
En été, depuis 1964, des concerts sont organisés, dans le cadre, entre autres, de l'Été musical de Chorin (Choriner Musiksommer (de)).

### Film
Le film primé Vaya con Dios (de) de 2000, a été tourné en partie à Chorin.